# Ponte Buggianese
Ponte Buggianese egy  olaszországi község (comune) Toszkána régióban, Pistoia megyében.

## Látnivalók
- San Michele Arcangelo-templom